# Fremont (New York)
Pour les articles homonymes, voir Fremont.
Fremont est une town du comté de Sullivan, dans l'État de New York, aux États-Unis.  

## Géographie
La population de Fremont était de 1 381 habitants au recensement de 2010.